# أنجيلا دوسن
أنجيلا دوسن (بالإنجليزية: Angela Dawson)‏ هي راكبة الكنو بريطانية، ولدت في 14 يناير 1968.

## وصلات خارجية
- أنجيلا دوسن على موقع اللجنة الأولمبية الدولية (الإنجليزية)
- أنجيلا دوسن على موقع أوليمبيديا (الإنجليزية)
- أنجيلا دوسن على موقع اللجنة الأولمبية البريطانية (الإنجليزية)